# Київське вище професійне училище будівництва та автотранспорту
Київський професійний коледж цивільного будівництва  — комунальний заклад професійної (професійно-технічної) освіти (з будівельною спеціалізацією) вищий навчальний заклад І—ІІ рівнів акредитації, розташований у столиці України місті Києві. Навчання здійснюється за денною формою.

## Загальні дані і напрямки навчання
Київський професійний коледж цивільного будівництва (головний корпус) розташований у спеціально зведеній будівлі за адресою:
вул. Маричанська, буд. 4, м. Київ—03040 (Україна).
Директор навчального закладу — Алла Олександрівна Новак. 
Навчальний заклад був заснований у 2010 році
Спеціальності, за якими здійснюють підготовку фахівців у Київський професійний коледж цивільного будівництва:
- Монтажник санітарно-технічних систем і устаткування

- Оператор з обробки інформації та програмного забезпечення
- Штукатур, лицювальник-плиточник, маляр
- Слюсар з ремонту колісних транспортних засобів, електрогазозварник
- Слюсар з ремонту колісних транспортних засобів, рихтувальник кузовів
- Флорист, озеленювач
- Муляр, електрозварник ручного зварювання
- Оператор з обробки інформації та програмного забезпечення
- Штукатур, лицювальник-плиточник
- Монтажник санітарно-технічних систем і устаткування, електрогазозварник
- Фаховий молодший бакалавр (2 роки навчання). Будівництво та цивільна інженерія.

## Умови вступу та навчання
До Київського професійного коледжу цивільного будівництва приймають юнаків та дівчат з освітою 9 класів. Крім того, на спеціальності «Муляр, монтажник з монтажу сталевих і залізобетонних конструкцій» та «Слюсар з ремонту автомобілів» приймають юнаків з освітою 11 класів. Навчання є безкоштовним, здійснюється як за контрактом, так і за державним замовленням
Під час навчання в училищі учні здобувають повну загальну середню освіту та одержують стипендію, а відмінникам навчання виплачується персональна стипендія базовими підприємствами холдингової компанії «Київміськбуд». Випускники училища будівельних професій проходять виробничу практику та забезпечуються працевлаштуванням на підприємства холдингової компанії «Київміськбуд».
У розпорядженні учнів є 29 кабінетів, у тому числі 12 кабінетів профтехциклу, комп’ютерні класи, а також 3 лабораторії, 8 майстерень, бібліотека з читальним залом, музей історії училища, актова зала (дані станом на 2008 рік). Іногородні забезпечуються гуртожитком.  
В училищі діє спортивно-оздоровчий комплекс, до складу якого входять: спортивно-ігровий зал, зал вільної боротьби, зал настільного тенісу і тренажерів, ігрове спортивне містечко, медичний кабінет. Постійно працюють гуртки художньої самодіяльності та спортивні секції.

## З історії навчального закладу
Київське вище професійне училище будівництва і автотранспорту було створене 7 вересня 1945 року як Художньо–ремісниче училище № 17 м. Києва. 
Перший навчальний рік розпочався 1 квітня 1946 року. З перших років своєї діяльності училище готувало кваліфікованих робітників з будівельно-художніх професій для відбудови зруйнованого війною міста Києва.
За великі трудові досягнення і сумлінну працю нагороджені високими урядовими нагородами випускники першого випуску (1949):
1. Мороз М. М. — орденом Леніна;
2. Лобунський А. К. — орденом Червоного Прапора;
3. Семенченко М.Т. — орденом Червоного Прапора;
4. Дробох М. М — орденом Трудового Червоного Прапора.

Випускник 1952 року Заболотний Василь Макарович удостоєний звання Героя Соціалістичної Праці.
У 1980 році був створений, а в 2005 року був реконструйований музей Історії училища, який став осередком патріотичного виховання молоді, в якому експонуються документи і фотоматеріали, книги і посібники минулих років, експонати технічної творчості учнів, дипломи і Почесні грамоти, кубки і медалі які вручалися колективу училища, картини колишніх випускників, фонотека молодіжних пісень і маршів минулих років.
У 2003 році училище отримало від Міністерства науки і освіти новий статус — Київське вище професійне училище будівництва і автотранспорту. 
За роки існування у навчальному закладі випустилися близько 18 тисяч випускників, в тому числі понад 20 колишніх випускників були нагороджені високими державними нагородами за творчу і плідну працю.